# Starflight United
Starflight United är den svenska gruppen Electric Boys femte album släppt 2014. Det är det andra albumet sedan återföreningen av bandet 2009.

## Låtförteckning
1. Spaced Out
2. Desire
3. If Only She Was Lonley
4. Life Is So Electric
5. Tramp
6. Ain't No Getting Over You
7. Junk In The Trunk
8. Gangin' Up
9. Lucy Fur
10. Basf
11. Starflight United
12. 59 High Mountain St.